# 漢中郡
汉中郡，中国古郡名。战国秦惠文王更元十三年（前312年）置，治南郑县（今陕西汉中市）。因在汉水中游得名。辖境相当今陕西省秦岭以南，留坝县、勉县以东，乾佑河流域以西和湖北省郧县、保康县以西，粉青河、珍珠岭以北地。
西汉移治西城县（今陕西安康市西北），东汉复还旧治。东汉末改名汉宁郡，建安二十年（215年）复名汉中郡。建安后辖境屡缩，北周时只有今陕西省汉中、南郑、城固等市县。隋开皇三年（583年）废。唐朝天宝、至德时，曾改梁州为汉中郡。魏、晋、南北朝时为梁州、北梁州治所。东晋、南朝时，曾侨治秦州及其所属郡县于此。

## 秦朝的漢中郡

### 行政區劃
據王蘧常在《秦史》中的考証，秦漢中郡轄縣可考者有：
- 褒中縣
- 房陵縣
- 上庸縣
- 新城縣

### 郡守
- 任鄙（前294年─前288年），卒於任內。

## 西漢的漢中郡

### 行政區劃
據《漢書》記載，漢平帝元始二年（2年）時，有戶101570，人口300614。領縣12：
- 西城縣
- 旬陽縣
- 南鄭縣
- 襃中縣
- 房陵縣
- 安陽縣
- 成固縣
- 沔陽縣
- 鍚縣
- 武陵縣
- 上庸縣
- 長利縣

### 西漢太守
- 田叔，漢太祖末年始任，至漢文帝初。
- 張卬，漢武帝元狩、元鼎時任。
- 王賞（？─前27年），遷右扶風太守。

## 東漢的漢中郡（漢寧郡）

### 行政區劃
據《後漢書》記載，漢順帝永和五年（140年），有戶57344，人口267402。領縣9：
- 南鄭縣
- 成固縣
- 西城縣
- 襃中縣
- 沔陽縣
- 安陽縣
- 錫縣
- 上庸縣
- 房陵縣

### 東漢太守
- 丁邯，字叔春，京兆陽陵人。漢光武帝建武年時。丁邯高節，正直不撓，舉孝廉為卿。[1]
- 鄐□，漢明帝永平六年（63年）見在任。
- 王□，漢章帝、和帝時。
- 常豐，漢和帝永元四年（92年）、五年（93年）見在任。
- 董炳（？─108年），為羌人所殺。
- 鄭勤（？─110年），為羌人所殺。
- 陳禪（110年─？）
- 鄧成，漢安帝時繼陳禪後任。
- 郭芝，東漢中葉。
- 王升，漢桓帝二年見在任。
- 單颺，漢靈帝時。
- 蘇固，漢靈帝末為劉焉所逐。
- 樊敏，東漢建安中為劉焉所表任。
- 張魯，東漢建安中為劉焉所任命。
- 薛惇，不知何時。
- 抗喜，不知何時。
- 高延，東漢末。
- 吉恪，不知何時。
- 王圖，東漢末(曹魏？)。

## 蜀漢的漢中郡

### 行政區劃
綜合錢儀吉及楊晨《三國會要》的記載，領縣實際有7：
- 南鄭縣
- 成固縣
- 襃中縣
- 沔陽縣
- 南鄉縣，蜀漢分成固縣置。
- 興勢縣，蜀漢分成固縣置。
- 黃金縣，曹魏分安陽縣置，後屬蜀漢。

### 郡守
- 魏延（219年─227年），後遷丞相司馬、涼州刺史。
- 呂乂（231年─234年），由巴西太守轉任，後改任廣漢太守。
- 王平（234年─？）
- 常閎，後主時，不知何時。

## 南北朝的漢中郡

### 郡守
- 甄鸞，曆算专家

## 唐朝的漢中郡

### 行政區劃
天宝元年（742年）改梁州置汉中郡。治所在南郑县（今陕西省汉中市），下辖南郑县、城固县、褒城县、西县（今陕西省勉县武侯镇）、金牛县（今陕西省宁强县大安镇大安驿）、三泉县（今陕西省宁强县阳平关镇擂鼓台）。乾元元年（758年）漢中郡复为梁州。

### 郡守
- 司马垂（天宝年间）
- 郭虚己（746年，遥领）
- 韦南金（749年—750年）
- 韦幼成（751年）
- 杨国忠（752年，遥领）
- 司空袭礼（753年）
- 韦赞（天宝年间）
- 李瑀（756年—758年）[3]